# Comostola rubeibasis
Comostola rubeibasis là một loài bướm đêm trong họ Geometridae.